# Ophionereis degeneri
Ophionereis degeneri is een slangster uit de familie van de Ophionereididae.
De wetenschappelijke naam van de soort werd in 1949 gepubliceerd door Austin Hobart Clark.